# Park Villoresi

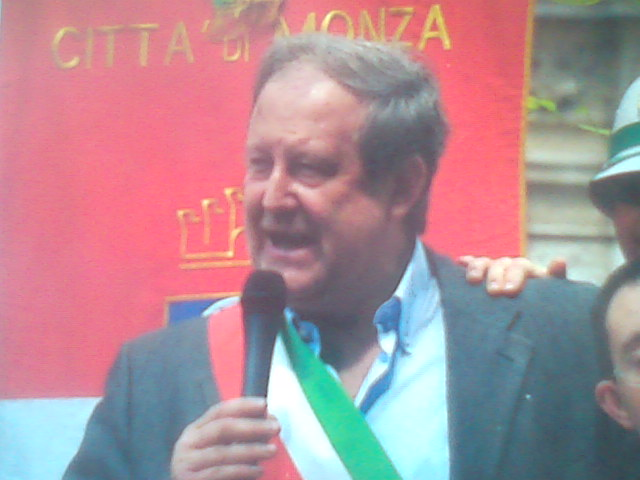
Marco Maria Mariani, Thị trưởng thành phố Monza và promoter của khu vực này trong năm 2010

Công viên Villoresi Monza (diện tích: 3,5 ha) là một công viên tại Ý. Công viên này được thị trưởng khánh thành trong tháng 7 năm 2010. Đây là công viên thứ nhì của thành phố Brianza, sau công viên xanh Monza, và được xây dựng tại huyện Fruttuoso San, gần hồ cá của cùng tên có nước được cấp từ kênh đào Villoresi.
Công viên này đã được thiết lập trên khu vực đất trước đây là hai sân bóng đá, một sân bóng chuyền. Công tác xây dựng công viên mới vẫn còn đang được thực hiện ở lô đất mới, trong đó sẽ bao gồm sự mở rộng khu vực cây xanh, các bãi đỗ xe và các sân tennis. Công viên này có 140 cây cao Villoresi và 1.300 cây bụi.